# Исторический город мечетей Багерхат
Исторический город мечетей Багерхат (бенг. মসজিদের শহর বাগেরহাট) — древний город, построен в XV веке, до недавнего времени считался утерянным, является объектом Всемирного наследия ЮНЕСКО. Находится близ современного города Багерхат, относящегося к округу Кхулна, на юго-западе Бангладеш, приблизительно в 25 километрах к юго-востоку от Хулны и в 320 километрах к юго-западу от Дакки. Так же известен под названием Халифатабад.

## История
Основателем города считается тюркский полководец Улуг Хан Джахан, умерший примерно в 1459 году.
Площадь архитектурного комплекса составляет более 50 км², руины древнего города сосредоточились у слияния рек Ганга и Брахмапутры. Совокупно комплекс включает в себя 360 зданий мечетей, дворцов, мавзолеев, жилых и общественных объектов, резервуаров для пресной воды, соединенных сетью мостов и мощеных дорог, которые некогда связывали Багерхат с другими городами.
Руины города и его исламских памятников объединяют в себе множество различных архитектурных стилей того времени. Наравне с этим фактом выделяется свой оригинальный архитектурный стиль, который получил название Хан-э-Джахан и стал уникальным исключительно для этого города.
Среди остатков мечетей можно выделить Мечеть Гунбад, без архитектурных украшений, но со множеством куполов (их насчитывается 77) и просторным молитвенным залом, разделенной на семь нефов. Мечеть отличается чрезвычайно толстыми стенами и десятками тонких колонн, которые разделяют внутренние помещения на ряд узких нефов. Это одна из древнейших мечетей на территории Бангладеш.
Своеобразной зоной сосредоточения архитектурных объектов является местность вблизи руин мавзолея Улуг Хан Джахана, где сохранился большой дворцовый зал приемов. Гробница хана Джахана Али располагается на высоком искусственном холме, окруженном стенами.
Кроме этих масштабных памятников средневековой архитектуры и культуры ислама, комплекс Халифатабада включает в себя мечети Singar, Bibi Begni и Chunakhola; мечети Reza Khoda, Zindavir и Ranvijoypur.
С 1973 года ЮНЕСКО разработало и финансирует различные проекты по сохранению исторического города мечетей Багерхат. На территории Багерхата ЮНЕСКО выделило более 50 памятников древней культуры и архитектуры, все они частично или полностью были поглощены джунглями, и сейчас ведутся работы по очищению и восстановлению руин от разрушающего влияния растительности, муссонов, высокой минерализации почвы и других факторов.

## Галерея

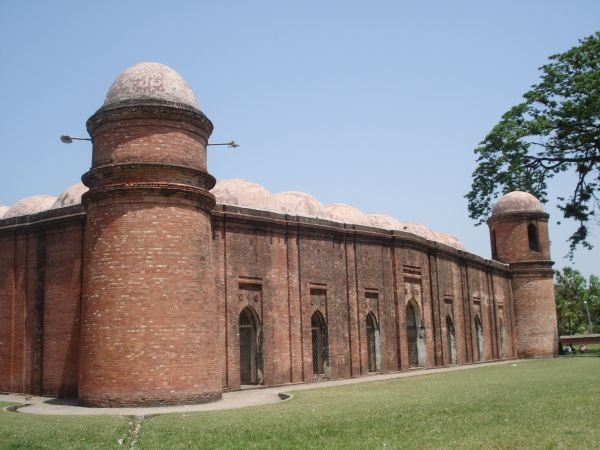
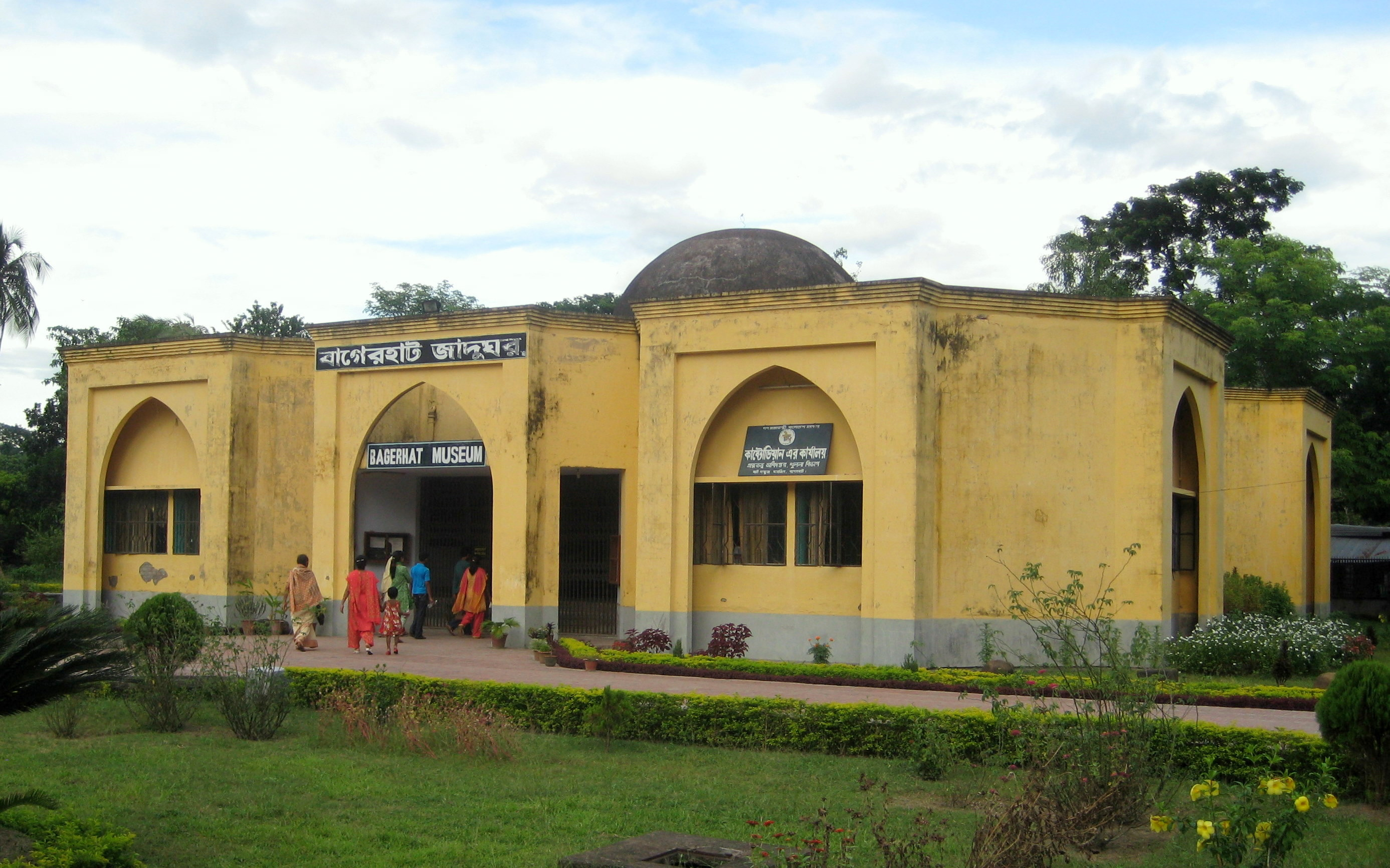
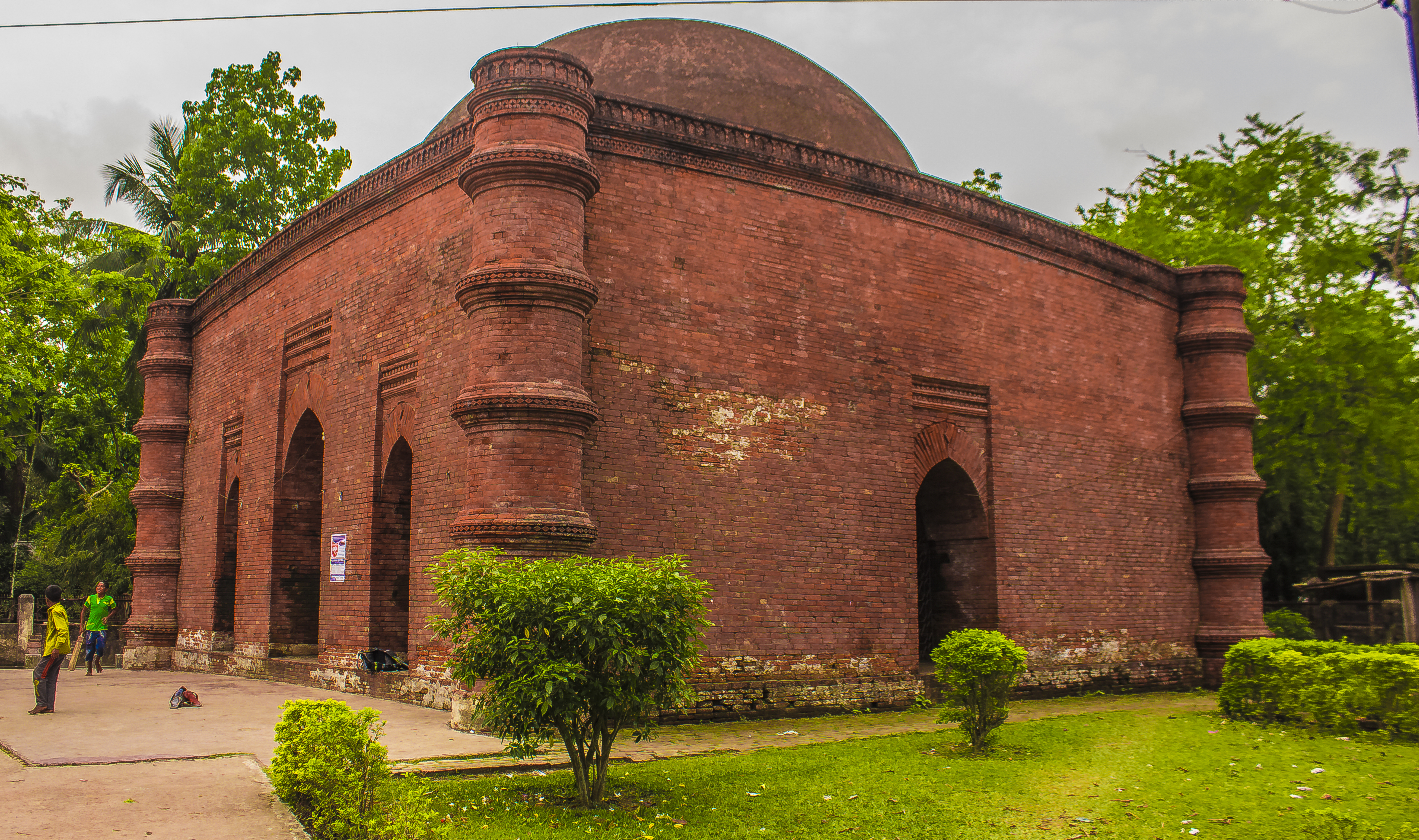
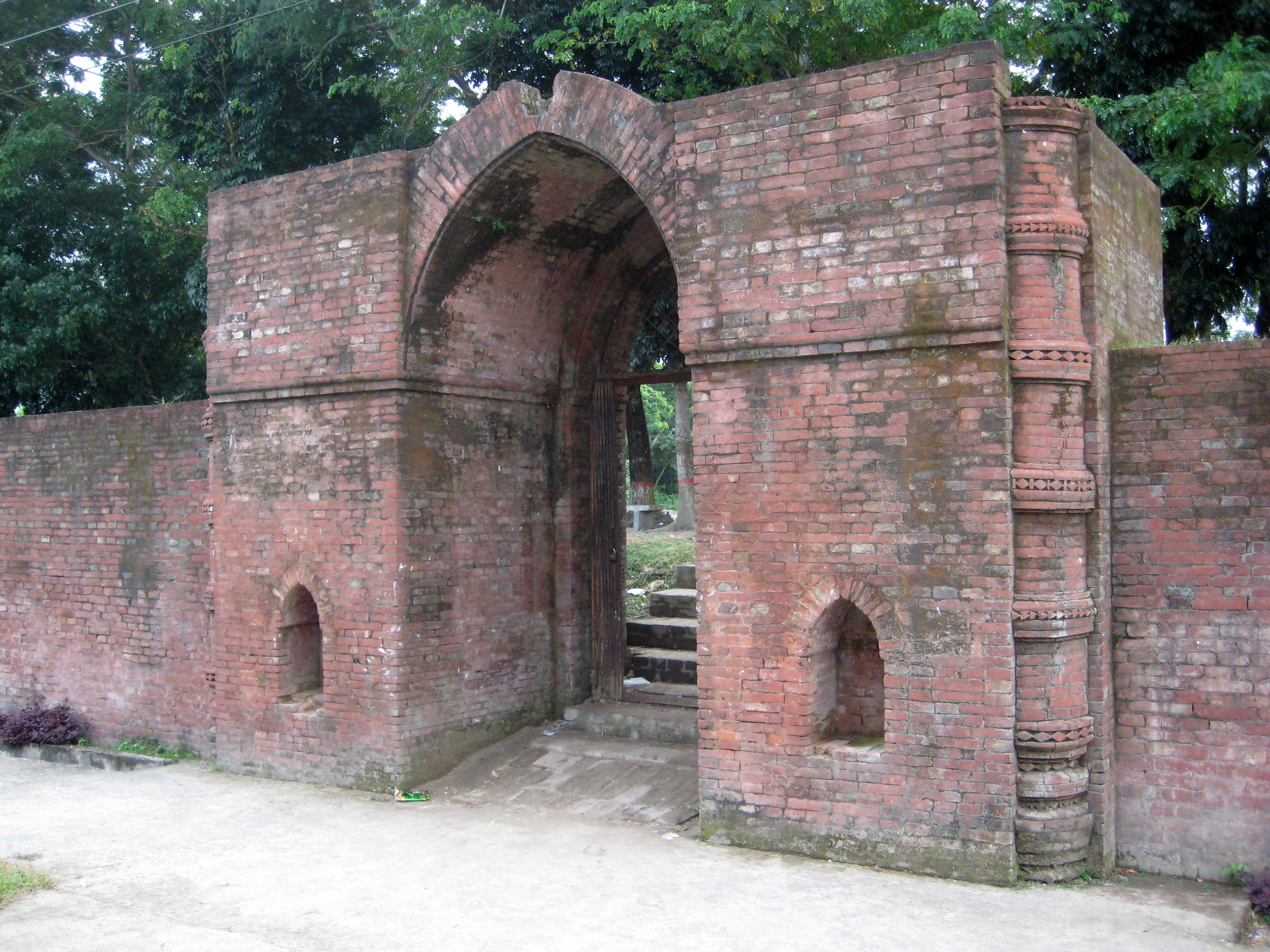
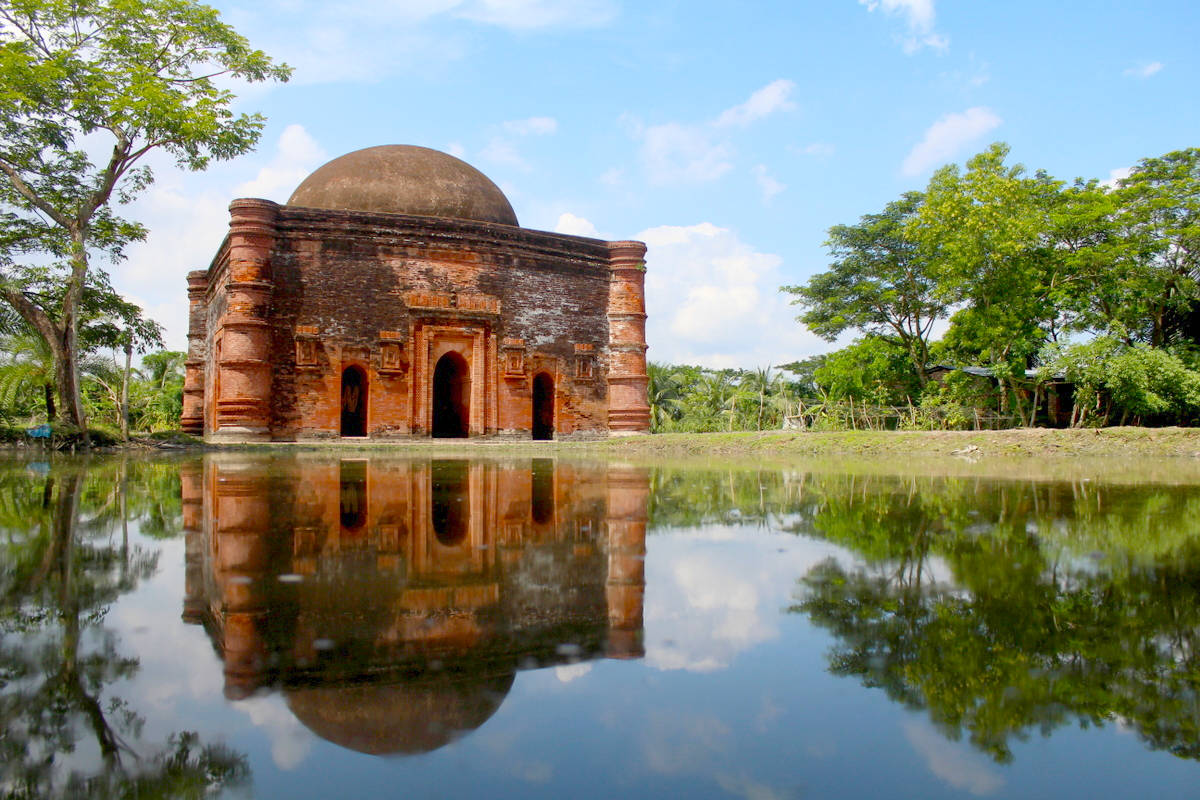
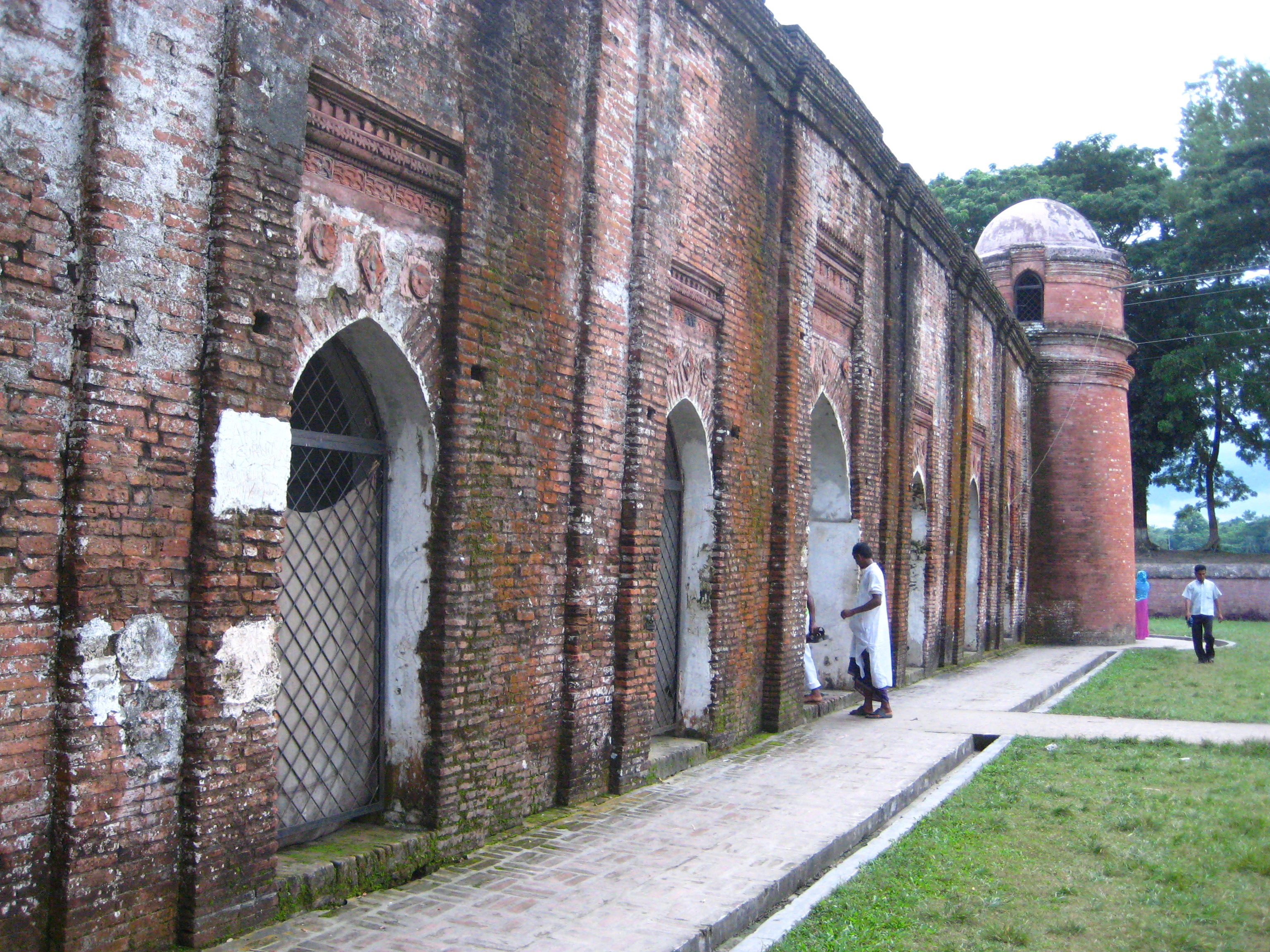